# Macklemore & Ryan Lewis/Auszeichnungen für Musikverkäufe

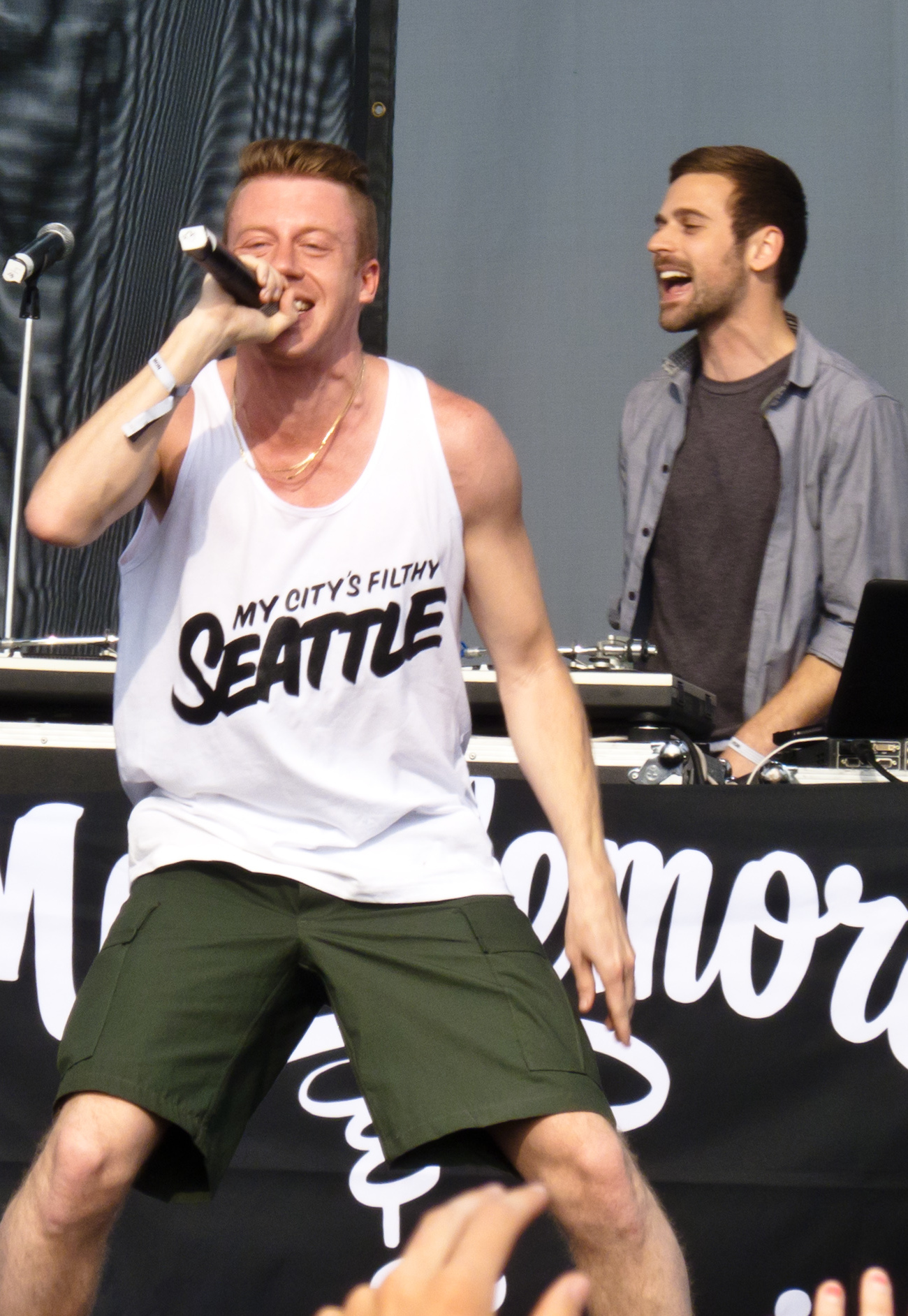
Macklemore & Ryan Lewis (2011)

Dies ist eine Übersicht über die Auszeichnungen für Musikverkäufe des US-amerikanischen Rap-Duos Macklemore & Ryan Lewis. Die Auszeichnungen finden sich nach ihrer Art (Gold, Platin usw.), nach Staaten getrennt in chronologischer Reihenfolge, geordnet sowie nach den Tonträgern selbst, ebenfalls in chronologischer Reihenfolge, getrennt nach Medium (Alben, Singles usw.), wieder.

## Auszeichnungen
| - Vereinigtes Königreich - 2021: für die Single White Walls - Australien - 2013: für die Single White Walls - Belgien - 2013: für die Single Thrift Shop - 2016: für die Single Downtown - Dänemark - 2013: für die Single Can’t Hold Us - Italien - 2013: für die Single Same Love - Mexiko - 2015: für die Single Thrift Shop - 2015: für die Single Can’t Hold Us - Neuseeland - 2020: für die Single Growing Up (Sloane’s Song) - Norwegen - 2012: für das Album The Heist - Österreich - 2013: für das Album The Heist - Schweiz - 2013: für das Album The Heist - Australien - 2013: für die Single Wing$ - 2016: für die Single Dance Off - Dänemark - 2013: für die Single Thrift Shop - 2014: für das Streaming Same Love - Deutschland - 2016: für das Album The Heist - Frankreich - 2013: für die Single Thrift Shop - 2014: für das Album The Heist - Italien - 2017: für die Single Downtown - 2021: für das Album The Heist - Kanada - 2013: für das Album The Heist - 2013: für die Single Same Love - Neuseeland - 2019: für das Album This Unruly Mess I’ve Made - 2023: für die Single Dance Off - 2024: für die Single Wing$ - Österreich - 2013: für die Single Thrift Shop - Schweden - 2013: für das Album The Heist - Schweiz - 2013: für die Single Thrift Shop - 2013: für die Single Can’t Hold Us - Spanien - 2014: für das Streaming Thrift Shop - 2024: für die Single Thrift Shop - Vereinigte Staaten - 2016: für die Single Downtown - 2022: für die Single Wing$ - Vereinigtes Königreich - 2019: für die Single Downtown - 2020: für die Single Same Love - 2024: für das Album The Heist | - Deutschland - 2013: für die Single Thrift Shop - 2013: für die Single Can’t Hold Us - Mexiko - 2015: für die Single Thrift Shop - 2015: für die Single Can’t Hold Us - Australien - 2016: für das Album The Heist - Belgien - 2015: für die Single Can’t Hold Us - Dänemark - 2024: für das Album The Heist - Italien - 2013: für die Single Thrift Shop - Neuseeland - 2024: für die Single White Walls - Niederlande - 2021: für die Single Thrift Shop - Schweden - 2013: für die Single Can’t Hold Us - Spanien - 2014: für das Streaming Can’t Hold Us - Vereinigte Staaten - 2022: für die Single White Walls - Neuseeland - 2015: für die Single Same Love - 2024: für die Single Downtown - Vereinigtes Königreich - 2025: für die Single Thrift Shop - Kanada - 2015: für die Single Can’t Hold Us - Niederlande - 2021: für die Single Can’t Hold Us - Schweden - 2013: für die Single Thrift Shop - Spanien - 2024: für die Single Can’t Hold Us - Vereinigte Staaten - 2022: für die Single Same Love | - Australien - 2018: für die Single Downtown - Dänemark - 2014: für das Streaming Thrift Shop - 2014: für das Streaming Can’t Hold Us - Italien - 2019: für die Single Can’t Hold Us - Neuseeland - 2015: für die Single Thrift Shop - Portugal - 2024: für die Single Can’t Hold Us - Vereinigte Staaten - 2022: für das Album The Heist - Vereinigtes Königreich - 2024: für die Single Can’t Hold Us - Australien - 2017: für die Single Same Love - Neuseeland - 2024: für das Album The Heist - Österreich - 2023: für die Single Can’t Hold Us - Neuseeland - 2024: für die Single Can’t Hold Us - Australien - 2019: für die Single Thrift Shop - Norwegen - 2013: für die Single Thrift Shop - Australien - 2023: für die Single Can’t Hold Us - Frankreich - 2015: für die Single Can’t Hold Us - Kanada - 2017: für die Single Thrift Shop - Vereinigte Staaten - 2015: für die Single Thrift Shop - 2022: für die Single Can’t Hold Us |

## Auszeichnungen nach Alben

### The Heist
| Land/Region                  | Auszeichnungen für Musikverkäufe (Land/Region, Auszeichnung, Verkäufe) | Verkäufe  |
| ---------------------------- | ---------------------------------------------------------------------- | --------- |
| Australien (ARIA)            | 2× Platin                                                              | 140.000   |
| Dänemark (IFPI)              | 2× Platin                                                              | 40.000    |
| Deutschland (BVMI)           | Platin                                                                 | 200.000   |
| Frankreich (SNEP)            | Platin                                                                 | 100.000   |
| Italien (FIMI)               | Platin                                                                 | 50.000    |
| Kanada (MC)                  | Platin                                                                 | 80.000    |
| Neuseeland (RMNZ)            | 6× Platin                                                              | 90.000    |
| Norwegen (IFPI)              | Gold                                                                   | 15.000    |
| Österreich (IFPI)            | Gold                                                                   | 7.500     |
| Schweden (IFPI)              | Platin                                                                 | 40.000    |
| Schweiz (IFPI)               | Gold                                                                   | 15.000    |
| Vereinigte Staaten (RIAA)    | 5× Platin                                                              | 5.000.000 |
| Vereinigtes Königreich (BPI) | Platin                                                                 | 300.000   |
| Insgesamt                    | 3× Gold · 21× Platin ·                                                 | 6.077.500 |

### This Unruly Mess I’ve Made
| Land/Region       | Auszeichnungen für Musikverkäufe (Land/Region, Auszeichnung, Verkäufe) | Verkäufe |
| ----------------- | ---------------------------------------------------------------------- | -------- |
| Neuseeland (RMNZ) | Platin                                                                 | 15.000   |
| Insgesamt         | 1× Platin ·                                                            | 15.000   |

## Auszeichnungen nach Singles

### Wing$
| Land/Region               | Auszeichnungen für Musikverkäufe (Land/Region, Auszeichnung, Verkäufe) | Verkäufe  |
| ------------------------- | ---------------------------------------------------------------------- | --------- |
| Australien (ARIA)         | Platin                                                                 | 70.000    |
| Neuseeland (RMNZ)         | Platin                                                                 | 30.000    |
| Vereinigte Staaten (RIAA) | Platin                                                                 | 1.000.000 |
| Insgesamt                 | 3× Platin ·                                                            | 1.100.000 |

### Can’t Hold Us
| Land/Region                  | Auszeichnungen für Musikverkäufe (Land/Region, Auszeichnung, Verkäufe) | Verkäufe   |
| ---------------------------- | ---------------------------------------------------------------------- | ---------- |
| Australien (ARIA)            | 13× Platin                                                             | 910.000    |
| Belgien (BRMA)               | 2× Platin                                                              | 60.000     |
| Dänemark (IFPI)              | Gold                                                                   | 15.000     |
| Deutschland (BVMI)           | 3× Gold                                                                | 450.000    |
| Finnland (IFPI)              | —                                                                      | 23.741     |
| Frankreich (SNEP)            | Diamant                                                                | 250.000    |
| Italien (FIMI)               | 5× Platin                                                              | 250.000    |
| Kanada (MC)                  | 4× Platin                                                              | 320.000    |
| Mexiko (AMPROFON)            | 3× Gold                                                                | 90.000     |
| Neuseeland (RMNZ)            | 8× Platin                                                              | 240.000    |
| Niederlande (NVPI)           | 4× Platin                                                              | 320.000    |
| Österreich (IFPI)            | 6× Platin                                                              | 180.000    |
| Portugal (AFP)               | 5× Platin                                                              | 50.000     |
| Schweden (IFPI)              | 2× Platin                                                              | 80.000     |
| Schweiz (IFPI)               | Platin                                                                 | 30.000     |
| Spanien (Promusicae)         | 4× Platin                                                              | 240.000    |
| Vereinigte Staaten (RIAA)    | Diamant                                                                | 10.000.000 |
| Vereinigtes Königreich (BPI) | 5× Platin                                                              | 3.000.000  |
| Insgesamt                    | 3× Gold · 61× Platin · 2× Diamant ·                                    | 16.508.741 |

### Same Love
| Land/Region                  | Auszeichnungen für Musikverkäufe (Land/Region, Auszeichnung, Verkäufe) | Verkäufe  |
| ---------------------------- | ---------------------------------------------------------------------- | --------- |
| Australien (ARIA)            | 6× Platin                                                              | 420.000   |
| Frankreich (SNEP)            | —                                                                      | 36.600    |
| Italien (FIMI)               | Gold                                                                   | 15.000    |
| Kanada (MC)                  | Platin                                                                 | 80.000    |
| Neuseeland (RMNZ)            | 3× Platin                                                              | 45.000    |
| Vereinigte Staaten (RIAA)    | 4× Platin                                                              | 4.000.000 |
| Vereinigtes Königreich (BPI) | Platin                                                                 | 600.000   |
| Insgesamt                    | 1× Gold · 15× Platin ·                                                 | 5.196.600 |

### Thrift Shop
| Land/Region                  | Auszeichnungen für Musikverkäufe (Land/Region, Auszeichnung, Verkäufe) | Verkäufe   |
| ---------------------------- | ---------------------------------------------------------------------- | ---------- |
| Australien (ARIA)            | 11× Platin                                                             | 770.000    |
| Belgien (BRMA)               | Gold                                                                   | 15.000     |
| Dänemark (IFPI)              | Platin                                                                 | 30.000     |
| Deutschland (BVMI)           | 3× Gold                                                                | 450.000    |
| Finnland (IFPI)              | —                                                                      | 27.215     |
| Frankreich (SNEP)            | Platin                                                                 | 150.000    |
| Italien (FIMI)               | 2× Platin                                                              | 60.000     |
| Kanada (MC)                  | Diamant                                                                | 800.000    |
| Mexiko (AMPROFON)            | 3× Gold                                                                | 90.000     |
| Neuseeland (RMNZ)            | 5× Platin                                                              | 75.000     |
| Niederlande (NVPI)           | 2× Platin                                                              | 160.000    |
| Norwegen (IFPI)              | 12× Platin                                                             | 120.000    |
| Österreich (IFPI)            | Platin                                                                 | 30.000     |
| Schweden (IFPI)              | 4× Platin                                                              | 160.000    |
| Schweiz (IFPI)               | Platin                                                                 | 30.000     |
| Spanien (Promusicae)         | Platin                                                                 | 60.000     |
| Vereinigte Staaten (RIAA)    | Diamant                                                                | 10.000.000 |
| Vereinigtes Königreich (BPI) | 3× Platin                                                              | 1.800.000  |
| Insgesamt                    | 3× Gold · 46× Platin · 2× Diamant ·                                    | 14.867.215 |

### White Walls
| Land/Region                  | Auszeichnungen für Musikverkäufe (Land/Region, Auszeichnung, Verkäufe) | Verkäufe  |
| ---------------------------- | ---------------------------------------------------------------------- | --------- |
| Australien (ARIA)            | Gold                                                                   | 35.000    |
| Neuseeland (RMNZ)            | 2× Platin                                                              | 60.000    |
| Vereinigte Staaten (RIAA)    | 3× Platin                                                              | 3.000.000 |
| Vereinigtes Königreich (BPI) | Silber                                                                 | 200.000   |
| Insgesamt                    | 1× Silber · 1× Gold · 5× Platin ·                                      | 3.295.000 |

### Downtown
| Land/Region                  | Auszeichnungen für Musikverkäufe (Land/Region, Auszeichnung, Verkäufe) | Verkäufe  |
| ---------------------------- | ---------------------------------------------------------------------- | --------- |
| Australien (ARIA)            | 5× Platin                                                              | 350.000   |
| Belgien (BRMA)               | Gold                                                                   | 15.000    |
| Italien (FIMI)               | Platin                                                                 | 50.000    |
| Neuseeland (RMNZ)            | 3× Platin                                                              | 90.000    |
| Vereinigte Staaten (RIAA)    | Platin                                                                 | 1.000.000 |
| Vereinigtes Königreich (BPI) | Platin                                                                 | 600.000   |
| Insgesamt                    | 1× Gold · 11× Platin ·                                                 | 2.105.000 |

### Dance Off
| Land/Region       | Auszeichnungen für Musikverkäufe (Land/Region, Auszeichnung, Verkäufe) | Verkäufe |
| ----------------- | ---------------------------------------------------------------------- | -------- |
| Australien (ARIA) | Platin                                                                 | 70.000   |
| Neuseeland (RMNZ) | Platin                                                                 | 30.000   |
| Insgesamt         | 2× Platin ·                                                            | 100.000  |

### Growing Up (Sloane’s Song)
| Land/Region       | Auszeichnungen für Musikverkäufe (Land/Region, Auszeichnung, Verkäufe) | Verkäufe |
| ----------------- | ---------------------------------------------------------------------- | -------- |
| Neuseeland (RMNZ) | Gold                                                                   | 15.000   |
| Insgesamt         | 1× Gold ·                                                              | 15.000   |

## Auszeichnungen nach Musikstreamings

### Can’t Hold Us
| Land/Region          | Auszeichnungen für Musikverkäufe (Land/Region, Auszeichnung, Verkäufe) | Verkäufe   |
| -------------------- | ---------------------------------------------------------------------- | ---------- |
| Dänemark (IFPI)      | 5× Platin                                                              | 13.000.000 |
| Spanien (Promusicae) | 2× Platin                                                              | 16.000.000 |
| Insgesamt            | 7× Platin ·                                                            | 29.000.000 |

### Same Love
| Land/Region     | Auszeichnungen für Musikverkäufe (Land/Region, Auszeichnung, Verkäufe) | Verkäufe  |
| --------------- | ---------------------------------------------------------------------- | --------- |
| Dänemark (IFPI) | Platin                                                                 | 1.800.000 |
| Insgesamt       | 1× Platin ·                                                            | 1.800.000 |

### Thrift Shop
| Land/Region          | Auszeichnungen für Musikverkäufe (Land/Region, Auszeichnung, Verkäufe) | Verkäufe   |
| -------------------- | ---------------------------------------------------------------------- | ---------- |
| Dänemark (IFPI)      | 5× Platin                                                              | 13.000.000 |
| Spanien (Promusicae) | Platin                                                                 | 8.000.000  |
| Insgesamt            | 6× Platin ·                                                            | 21.000.000 |

## Statistik und Quellen
| Land/RegionAuszeichnungen für Musikverkäufe (Land/Region, Auszeichnungen, Verkäufe, Quellen) | Silber  | Gold       | Platin         | Diamant     | Verkäufe   | Quellen                           |
| -------------------------------------------------------------------------------------------- | ------- | ---------- | -------------- | ----------- | ---------- | --------------------------------- |
| Australien (ARIA)                                                                            | —       | Gold1      | 39× Platin39   | —           | 2.765.000  | aria.com.au                       |
| Belgien (BRMA)                                                                               | —       | 2× Gold2   | 2× Platin2     | —           | 90.000     | ultratop.be                       |
| Dänemark (IFPI)                                                                              | —       | Gold1      | 14× Platin14   | —           | 85.000     | ifpi.dk                           |
| Deutschland (BVMI)                                                                           | —       | 2× Gold2   | 3× Platin3     | —           | 1.100.000  | musikindustrie.de                 |
| Finnland (IFPI)                                                                              | —       | —          | —              | —           | 50.956     | Einzelnachweise                   |
| Frankreich (SNEP)                                                                            | —       | —          | 2× Platin2     | Diamant1    | 536.600    | infodisc.fr snepmusique.com       |
| Italien (FIMI)                                                                               | —       | Gold1      | 9× Platin9     | —           | 425.000    | fimi.it                           |
| Kanada (MC)                                                                                  | —       | —          | 6× Platin6     | Diamant1    | 1.280.000  | musiccanada.com                   |
| Mexiko (AMPROFON)                                                                            | —       | 4× Gold4   | 2× Platin2     | —           | 240.000    | amprofon.com.mx                   |
| Neuseeland (RMNZ)                                                                            | —       | Gold1      | 30× Platin30   | —           | 690.000    | radioscope.co.nz NZ2              |
| Niederlande (NVPI)                                                                           | —       | —          | 6× Platin6     | —           | 480.000    | nvpi.nl                           |
| Norwegen (IFPI)                                                                              | —       | Gold1      | 12× Platin12   | —           | 135.000    | ifpi.no                           |
| Österreich (IFPI)                                                                            | —       | Gold1      | 7× Platin7     | —           | 217.500    | ifpi.at                           |
| Portugal (AFP)                                                                               | —       | —          | 5× Platin5     | —           | 50.000     | Einzelnachweise                   |
| Schweden (IFPI)                                                                              | —       | —          | 7× Platin7     | —           | 280.000    | sverigetopplistan.se              |
| Schweiz (IFPI)                                                                               | —       | Gold1      | 2× Platin2     | —           | 75.000     | hitparade.ch                      |
| Spanien (Promusicae)                                                                         | —       | —          | 8× Platin8     | —           | 300.000    | elportaldemusica.es promusicae.es |
| Vereinigte Staaten (RIAA)                                                                    | —       | —          | 14× Platin14   | 2× Diamant2 | 34.500.000 | riaa.com                          |
| Vereinigtes Königreich (BPI)                                                                 | Silber1 | —          | 11× Platin11   | —           | 6.300.000  | bpi.co.uk                         |
| Insgesamt                                                                                    | Silber1 | 15× Gold15 | 179× Platin179 | 4× Diamant4 |            |                                   |